# Александар Николић (ватерполиста)
Александар Николић је бивши југословенски и српски ватерполиста. 
Играчку каријеру на позицији центра је започео у београдском Партизану. Играо је у грчкој екипи Глифада, а наступао је и у Италији.  Са репрезентацијом СР Југославије освојио је бронзану медаљу на Светском првенству 1998. у Перту, и сребрну на Европском првенству 1997. године у Севиљи.
Као тренер је радио у Италији, а био је помоћник Риста Маљковића у Црвеној звезди, потом и први тренер црвено белих.